# 다이호촌 (아이치현)
다이호촌(大宝村)은 아이치현 하즈군에 설치되었던 촌이다. 현재의 니시오시에 해당한다.